# 세리나 디브

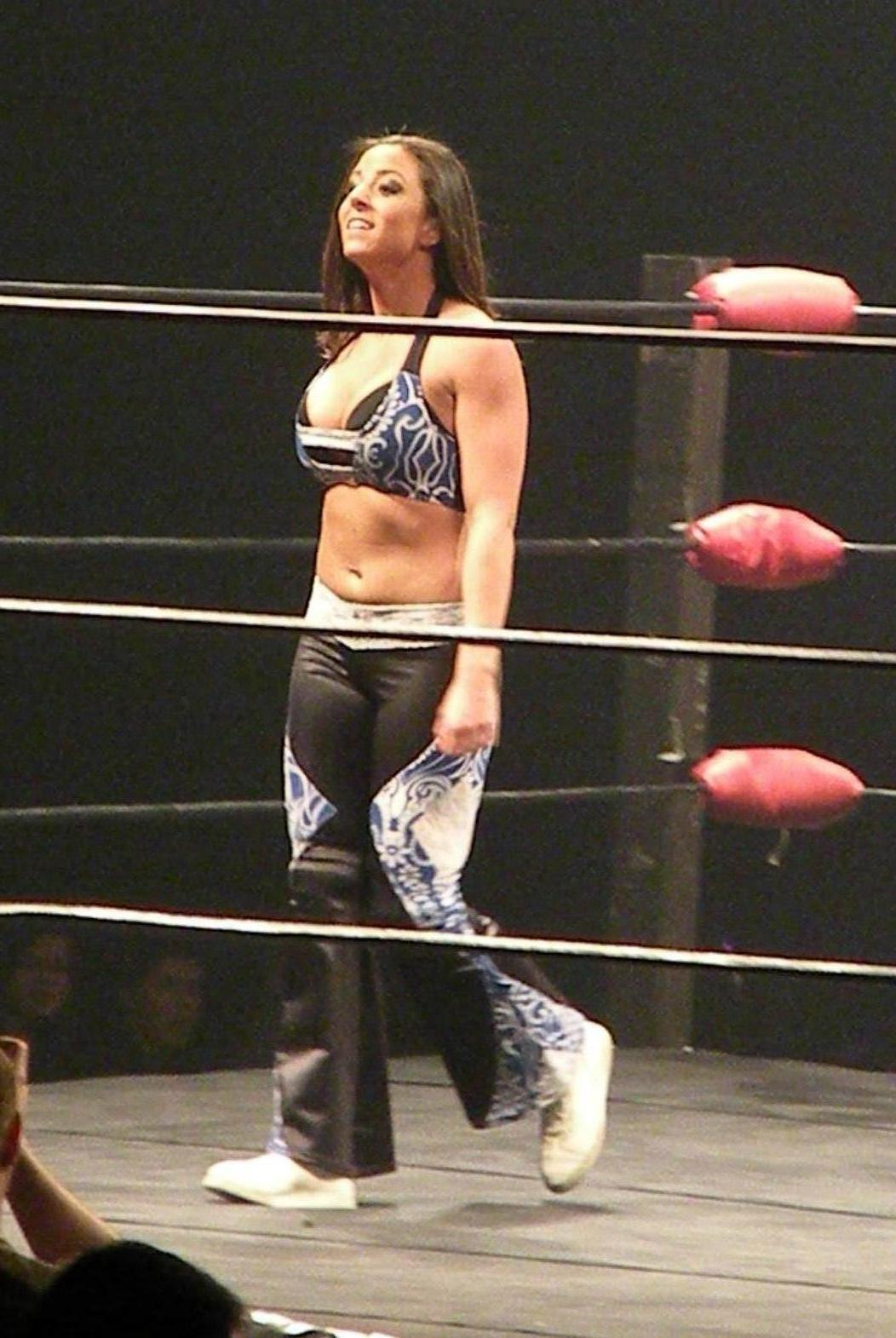
세리나 디브

세리나 디브(Serena Deeb 1986년 6월 29일 ~ )은 미국의 여자 프로레슬링선수다. WWE 링네임은 주로 세레나(Serena)라고 한다.